# Gorsachius leuconotus
Gorsachius leuconotus е вид птица от семейство Чаплови (Ardeidae).

## Разпространение
Видът е разпространен в Ангола, Бенин, Ботсвана, Буркина Фасо, Бурунди, Габон, Гамбия, Гана, Гвинея-Бисау, Екваториална Гвинея, Етиопия, Замбия, Зимбабве, Камерун, Демократична република Конго, Република Конго, Кот д'Ивоар, Кения, Либерия, Малави, Мали, Мозамбик, Намибия, Нигерия, Сенегал, Сиера Леоне, Судан, Свазиленд, Танзания, Того, Уганда, Южна Африка и Южен Судан.